# Вила Коли (Терамо)
Вила Коли (итал. Villa Colli) је насеље у Италији у округу Терамо, региону Абруцо.
Према процени из 2011. у насељу је живело 22 становника. Насеље се налази на надморској висини од 566 м.